# The END
Pour les articles homonymes, voir The End.
Albums de The Black Eyed Peas
Renegotiations: The Remixes
(2006) The Beginning
(2010)
Singles
1. Boom Boom Pow
Sortie : 22 février 2009
2. I Gotta Feeling
Sortie : 21 mai 2009
3. Meet Me Halfway
Sortie : 22 septembre 2009
4. Imma Be
Sortie : 15 décembre 2009
5. Rock That Body
Sortie : 15 janvier 2010
6. Missing You
Sortie : 23 avril 2010

The END (abréviation de « The Energy Never Dies ») est le cinquième album studio du groupe de hip-hop américain The Black Eyed Peas, sorti le 3 juin 2009. Les critiques parlent d'un album fait de chansons grisantes et stimulantes dans une tentative du groupe de séduire une nouvelle génération d'auditeurs.
Trois singles promotionnels, Imma Be, Alive, et Meet Me Halfway, ont été dévoilés par l'iTunes Store dans les trois semaines qui ont suivi la sortie de l'album. Trois singles extraits de l'album ont été des véritables tops aux États-Unis avec Boom Boom Pow, I Gotta Feeling, et Imma Be qui se sont placés au Billboard Hot 100 pour 12, 14, et 2 semaines, respectivement. Boom Boom Pow et I Gotta Feeling, se classant tous deux dans le Hot 100, mettant le groupe numéro 1 dans les classements pour un montant record de 26 semaines consécutives (une demi-année). Le troisième single, Meet Me Halfway, ainsi que les deux premiers, se sont placés dans plusieurs classements dans le monde entier, y compris le Royaume-Uni et l'Australie. En novembre 2010, l'album s'est vendu à plus de 11 millions d'exemplaires à travers le monde.

## Liste des pistes
- Toutes les chansons ont été écrites par William Adams, Allan Pineda, Jaime Gomez et Stacy Ferguson, (The Black Eyed Peas), les auteurs supplémentaires sont indiquées ci-dessous[2].

| No  | Titre               | Auteur                                                                              | Producteur(s)                                      | Durée    |
| --- | ------------------- | ----------------------------------------------------------------------------------- | -------------------------------------------------- | -------- |
| 1.  | Boom Boom Pow       |                                                                                     | will.i.am, Jean Baptiste*, Poet Name Life*         | 5:08 (1) |
| 2.  | Rock That Body      | David Guetta, Mark Knight, Adam Walder, Baptiste, Jaime Munson, Robert Ginyard, Jr. | David Guetta, will.i.am, Mark Knight*, Funkagenda* | 4:28     |
| 3.  | Meet Me Halfway     | Keith Harris, Baptiste, Sylvia Gordon                                               | Keith Harris, will.i.am                            | 4:44     |
| 4.  | Imma Be             | Harris, J. Tankel, D. Foder, T. Brenneck, M. Deller                                 | Keith Harris, will.i.am                            | 4:16     |
| 5.  | I Gotta Feeling     | Guetta, Riesterer                                                                   | David Guetta, Frédéric Riesterer*                  | 4:49     |
| 6.  | Alive               | Baptiste                                                                            | will.i.am                                          | 5:04     |
| 7.  | Missing You         | Printz Board, Baptiste                                                              | Printz Board, will.i.am                            | 4:35     |
| 8.  | Ring-a-Ling         | Harris                                                                              | Keith Harris                                       | 4:33     |
| 9.  | Party All The Time  |                                                                                     | will.i.am                                          | 4:44     |
| 10. | Out of My Head      | Board, Harris, George Pajon, Tim « Izo » Orindgreff                                 | Printz Board, will.i.am                            | 3:52     |
| 11. | Electric City       | Bert Berns, Robert Feldman, Gerald Goldstein, Richard Gottehrer                     | will.i.am                                          | 4:08     |
| 12. | Showdown            | Ryan Buendia                                                                        | apl.de.ap, DJ Replay                               | 4:27     |
| 13. | Now Generation      | Pajon, Orindgreff                                                                   | will.i.am                                          | 4:06     |
| 14. | One Tribe           | Board                                                                               | will.i.am                                          | 4:41     |
| 15. | Rockin' to the Beat | Board, Pajon                                                                        | will.i.am                                          | 3:45     |

| 16. | Let The Beat Rock (Boys Noize Megamix Featuring 50 Cent) |  | Boys Noize   | 3:29 |
| 17. | Boom Boom Pow (David Guetta's Electro Hop Remix)         |  | David Guetta | 4:01 |

| 1.  | Where Ya Wanna Go                                                    |  | will.i.am & Bucky Jonson | 5:08 |
| 2.  | Simple Little Melody                                                 |  | Boys Noize               | 3:12 |
| 3.  | Mare                                                                 |  | apl.de.ap & DJ Replay    | 2:56 |
| 4.  | Don't Bring Me Down                                                  |  | apl.de.ap & DJ Replay    | 3:11 |
| 5.  | Pump It Harder (Pump It Remix)                                       |  | will.i.am                | 3:52 |
| 6.  | Let's Get Re-Started (Let's Get It Started Remix)                    |  | will.i.am                | 2:57 |
| 7.  | Shut The Phunk Up (Shut Up - Knee Deep Remix)                        |  | will.i.am                | 4:19 |
| 8.  | That's The Joint (Joints & Jam Remix)                                |  | Paul Poli & will.i.am    | 3:48 |
| 9.  | Another Weekend (Weekends Remix)                                     |  | will.i.am                | 4:11 |
| 10. | Don't Phunk Around (Don't Phunk with My Heart - Chicago House Remix) |  | will.i.am                | 3:47 |

| 11. | Boom Boom Pow (David Guetta's Electro Hop Remix) |  | David Guetta | 4:01 |
| 12. | I Gotta Feeling (David Guetta's FMIF Remix)      |  | David Guetta | 6:15 |

Note
(1) Dans la version numérique de l'album, le single Boom Boom Pow est de 4 minutes et 11 secondes, éliminant l'introduction « Welcome To The END ».
Crédits Samples
Crédits pris des notes officiel de l'album.
- Rock That Body contient un sample de l'enregistrement de Think (About It) interprété par Lyn Collins.
- Imma Be contient un sample de Ride or Die interprété par The Budos Band.
- Electric City contient des éléments de I Want Candy interprété à l'origine par The Strangeloves.
- Meet Me Halfway contient des éléments de Maps interprété à l'origine par The Yeah Yeah Yeahs.
- Party All the Time contient des éléments non autorisés de Mancry interprété à l'origine par Adam Freeland[3].

## Singles
- 2009 : Boom Boom Pow
- 2009 : I Gotta Feeling
- 2009 : Meet Me Halfway
- 2009 : Imma Be
- 2010 : Rock That Body
- 2010 : Missing You

## Charts
| Chart (2009)                 | Meilleur classement |
| ---------------------------- | ------------------- |
| Australian ARIA Albums Chart | 1                   |
| Argentinian Albums Chart     | 10                  |
| Belgian Albums Chart         | 1                   |
| Canadian Albums Chart        | 1                   |
| Danish Albums Chart          | 36                  |
| Dutch Albums Chart           | 8                   |
| European Top 100 Albums      | 2                   |
| France                       | 1                   |
| Irish Albums Chart,          | 8                   |
| Italian Albums Chart         | 19                  |
| Japanese Oricon Albums Chart | 2                   |
| German Albums Chart          | 2                   |
| Mexico Albums Chart          | 10                  |
| New Zealand Albums Chart     | 2                   |
| Polish "OLIS" Albums Chart   | 7                   |
| Portuguese Album Chart       | 9                   |
| Russian Albums Chart         | 12                  |
| Swiss Albums Chart           | 2                   |
| Spanish Albums Chart         | 19                  |
| Swedish Albums Chart         | 41                  |
| UK Albums Chart              | 3                   |
| U.S. Billboard 200           | 1                   |

## Certifications et ventes
| Pays             | Certification                            | Nombre de ventes |
| ---------------- | ---------------------------------------- | ---------------- |
| Allemagne        | Platine                                  | + 200 000        |
| Australie        | 4x Platine (avec 280 000 mises en place) | + 240 721        |
| Canada           | 3 × Platine                              | + 302 000        |
| États-Unis       | 2 × Platine                              | + 2 854 000      |
| France           | Diamant + 3 × Platine                    | + 800 000        |
| Italie           | Platine                                  | + 70 000         |
| Japon            | Platine                                  | + 235 633        |
| Nouvelle-Zélande | 2 × Platine (avec 30 000 mises en place) |                  |
| Pays-Bas         | Or                                       | + 21 773         |
| Royaume-Uni      | 4x Platine                               | + 1 400 000      |
| Suisse           | 2 × Platine (avec 60 000 mises en place) |                  |

## Historique de sortie
| Région      | Date         | Format           | Label      |
| ----------- | ------------ | ---------------- | ---------- |
| Japon       | 3 juin 2009  | Standard         | Universal  |
| Australie   | 5 juin 2009  | Standard, deluxe | Universal  |
| Allemagne   | 5 juin 2009  | Standard, deluxe | Interscope |
| Irlande     | 5 juin 2009  | Standard, deluxe | A&M        |
| Suisse      | 5 juin 2009  | Standard, deluxe | Interscope |
| France      | 8 juin 2009  | Standard, deluxe | Interscope |
| Royaume-Uni | 8 juin 2009  | Standard, deluxe | A&M        |
| Brésil      | 9 juin 2009  | Standard, deluxe | Universal  |
| Canada      | 9 juin 2009  | Standard, deluxe | Interscope |
| États-Unis  | 9 juin 2009  | Standard, deluxe | Interscope |
| Pays-Bas    | 9 juin 2009  | Standard, deluxe | Interscope |
| Royaume-Uni | 16 juin 2009 | Standard         | Universal  |